# Bufo eichwaldi
Bufo eichwaldi es una especie de anfibio anuro de la familia Bufonidae. Fue descrita por primera vez por Litvinchuk, Borkin, Skorinov y Rosanov en 2008 y se encuentra en las montañas de Talysh en Azerbaiyán y en algunas partes de Irán. Se consideró anteriormente como una subespecie de Bufo verrucosissimus.

## Descripción
Bufo eichwaldi es un sapo grande que se parece mucho a B. verrucosissimus. Es de un color gris marronáceo uniforme con tubérculos grandes y redondeados en el dorso y más pequeños en el vientre. Se diferencia de B. verrucosissimus en que el primero tiene una cabeza más grande, en diferencias en las proporciones corporales, el hocico tiene una forma truncada y las glándulas paratoides tienen marcas negras en la zona de contacto con el tímpano. El macho tiene manchas oscuras en un vientre claro y es bastante más pequeño que la hembra.

## Distribución y hábitat
Se distribuye por el sur de Azerbaiyán Oriental y el norte de Irán en las montañas Elburz y Talysh. También ocurre en las provincias iraníes de Mazandarán y Guilán cerca del mar Caspio. Vive a altitudes que llegan hasta unos 1200 metros sobre el nivel del mar. Su hábitat es el bosque de hoja ancha, pero también a veces se encuentra en los pantanos de tierras bajas y jardines.

## Biología
Esta especie no es abundante en ninguna parte y es difícil de encontrar, ya que se esconde durante el día y sale por la noche a alimentarse de pequeños invertebrados. La reproducción tiene lugar en zonas de aguas poco profundas cerca de manantiales. En Azerbaiyán, los juveniles recién metamorfoseados se han visto en junio y julio, cuando miden entre 12 y 13 mm de largo.

## Estado
La Lista Roja de la UICN de Especies Amenazadas considera a esta especie como vulnerable. Se cree que han disminuido en un 30 % en los últimos 24 años y tiene bajas densidades en poblaciones fragmentadas en un área de distribución de alrededor de 17 000 km2 en zonas de montaña. Está amenazada por la pérdida de hábitat ya que los bosques en los que habita están siendo talados para obtener madera.